# Tomba del Teschio
Die Tomba del Teschio („Grab des Schädels“), auch Tomba 300, ist ein ausgemaltes etruskisches Kammergrab, das im Jahr 1871 entdeckt wurde. Das Grab befindet sich in der Monterozzi-Nekropole bei Tarquinia und datiert um 480 v. Chr. Die Malereien im Grab sind nicht gut erhalten. Die Rückwand der kleinen Grabkammer zeigt eine gemalte Tür. Das Giebelfeld dieser Wand war ebenfalls bemalt, während sich auf der rechten Wand Reste von Figuren befinden. Zusammen mit der Tomba del Teschio, der Tomba dei Baccanti, Tomba Moretti, der Tomba del Citaredo, Tomba della Fustigazione und den Gräbern 4255 und 4260 wurde das Grab wahrscheinlich von einer in Tarquinia arbeitenden Werkstatt (Maestro dei Baccanti) ausgemalt, da die Malereien in diesen Gräbern zahlreiche Gemeinsamkeiten aufweisen.